# Ellen Roosevelt
Pour les articles homonymes, voir Roosevelt.
Ne pas confondre avec Grace Roosevelt, sa sœur aînée également joueuse de tennis.
Ellen « Ellie » Crosby Roosevelt (née le 20 août 1868, État de New York – décédée le 26 septembre 1954, Hyde Park) est une joueuse de tennis américaine de la fin du XIXe siècle.
Droitière, elle a remporté l'US Women's National Championship en 1890, à la fois en simple et en double dames (avec sa sœur aînée Grace).
Ellen Roosevelt est membre du International Tennis Hall of Fame depuis 1975.
Elle est une cousine germaine de Franklin Delano Roosevelt, 32e président des États-Unis d'Amérique.

## Palmarès (partiel)

### Titre en simple dames
| No | Date       | Nom et lieu du tournoi                  | Catégorie | Surface      | Finaliste       | Score    |          |
| -- | ---------- | --------------------------------------- | --------- | ------------ | --------------- | -------- | -------- |
| 1  | 10/06/1890 | US National Championships, Philadelphie | G. Chelem | Gazon (ext.) | Bertha Townsend | 6-2, 6-2 | Parcours |

### Finale en simple dames
| No | Date       | Nom et lieu du tournoi                  | Catégorie | Surface      | Vainqueure   | Score              |          |
| -- | ---------- | --------------------------------------- | --------- | ------------ | ------------ | ------------------ | -------- |
| 1  | 23/06/1891 | US National Championships, Philadelphie | G. Chelem | Gazon (ext.) | Mabel Cahill | 6-4, 6-1, 4-6, 6-3 | Parcours |

### Titre en double dames
| No | Date       | Nom et lieu du tournoi                 | Catégorie | Surface      | Partenaire      | Finalistes                         | Score    |          |
| -- | ---------- | -------------------------------------- | --------- | ------------ | --------------- | ---------------------------------- | -------- | -------- |
| 1  | 10/06/1890 | US National Championships Philadelphie | G. Chelem | Gazon (ext.) | Grace Roosevelt | Margarette Ballard Bertha Townsend | 6-1, 6-2 | Parcours |

### Finale en double dames
| No | Date       | Nom et lieu du tournoi                 | Catégorie | Surface      | Vainqueures                      | Partenaire      | Score         |          |
| -- | ---------- | -------------------------------------- | --------- | ------------ | -------------------------------- | --------------- | ------------- | -------- |
| 1  | 23/06/1891 | US National Championships Philadelphie | G. Chelem | Gazon (ext.) | Mabel Cahill Emma Leavitt-Morgan | Grace Roosevelt | 2-6, 8-6, 6-4 | Parcours |

### Titre en double mixte
| No | Date       | Nom et lieu du tournoi                 | Catégorie | Surface      | Partenaire      | Finalistes                      | Score          |          |
| -- | ---------- | -------------------------------------- | --------- | ------------ | --------------- | ------------------------------- | -------------- | -------- |
| 1  | 20/06/1893 | US National Championships Philadelphie | G. Chelem | Gazon (ext.) | Clarence Hobart | Ethel Bankston Robert Wilson Sr | 6-1, 4-6, 10-8 | Parcours |

## Parcours en Grand Chelem (partiel)
Si l’expression « Grand Chelem » désigne classiquement les quatre tournois les plus importants de l’histoire du tennis, elle n'est utilisée pour la première fois qu'en 1933, et n'acquiert la plénitude de son sens que peu à peu à partir des années 1950.

### En simple dames
| Année | - | - | - | - | Wimbledon | Wimbledon | US National     | US National      |
| 1888  | - | - | - | - | -         | -         | 1/4 de finale   | Adeline Robinson |
| 1890  | - | - | - | - | -         | -         | Ch. R. victoire | Bertha Townsend  |
| 1891  | - | - | - | - | -         | -         | Ch. R. finale   | Mabel Cahill     |

À droite du résultat, l’ultime adversaire.

### En double dames
| Année | - | - | - | - | Wimbledon | Wimbledon | US National           | US National               |
| 1890  | - | - | - | - | -         | -         | Victoire G. Roosevelt | M. Ballard B. Townsend    |
| 1891  | - | - | - | - | -         | -         | Finale G. Roosevelt   | Mabel Cahill Emma Leavitt |

Sous le résultat, la partenaire ; à droite, l’ultime équipe adverse.

### En double mixte
| Année | - | - | - | - | Wimbledon | Wimbledon | US National        | US National               |
| 1893  | - | - | - | - | -         | -         | Victoire C. Hobart | E. Bankston Robert Wilson |

Sous le résultat, le partenaire ; à droite, l’ultime équipe adverse.